# Daniella Coutinho Pinto
Daniella Coutinho Pinto (Feira de Santana, 27 de maio de 1985) é uma supervisora e árbitra de futebol brasileira.

## Profissional
Daniella começou a apitar jogos de futebol aos 17 anos de idade. Em 2012, passou a fazer parte do quadro de árbitros da Federação Internacional de Futebol (FIFA).
Atualmente, atua como árbitra assistente.